# Nahuel Estévez
Nahuel Estévez Álvarez (Buenos Aires, 14 novembre 1995) è un calciatore argentino, centrocampista del Parma.

## Caratteristiche tecniche
È un centrocampista centrale, che gioca principalmente come mezzala, abile negli inserimenti offensivi e a decentrarsi sulla destra per cercare il fondo. È molto abile in fasi di recupero dei palloni, oltre che aiutare in fase difensiva. Vanta una discreta tecnica.  Può essere adattato anche nel ruolo di esterno offensivo.

## Carriera
Gli inizi in Argentina, il prestito allo Spezia e la parentesi al Crotone
Cresciuto nel settore giovanile del Club Comunicaciones, esordisce in prima squadra il 16 agosto 2014 in occasione del match di Primera B Metropolitana vinto 2-0 contro lo Sp. Italiano.
Nel mercato estivo del 2017 viene acquistato dall'Estudiantes (LP), che lo gira in prestito annuale al Sarmiento (J).
Terminato il prestito fa ritorno all'Estudiantes.
Il 21 settembre 2020 viene acquistato in prestito con diritto di riscatto fissato a 4 milioni dallo Spezia. Debutta con i liguri il 25 ottobre seguente nel pareggio per 2-2 contro il Parma, in cui ha colpito un palo al primo pallone toccato con la maglia dello Spezia. A fine anno la squadra ligure non riscatta il cartellino del calciatore che torna in Argentina.
Il 25 agosto 2021 passa al Crotone in prestito con obbligo di riscatto, fissato a 1,6 milioni di euro dall'Estudiantes. Conclude la stagione con 35 presenze, risultando una delle poche note liete della squadra retrocessa in Serie C, e il 22 maggio 2022 viene riscattato.
Parma
Il 1º luglio 2022 passa a titolo definitivo al Parma. Il 7 agosto debutta con gli emiliani nel match di Coppa Italia vinto 2-0 contro la Salernitana. 5 giorni dopo disputa la sua prima partita in Serie B con la maglia del Parma in occasione del match poi finito 2-2 contro il Bari, mentre il 3 settembre segna la sua prima rete in Italia e con gli emiliani nel pareggio per 3-3 in casa del Genoa.
Nella stagione 2023-24 riesce a conquistare la promozione in Serie A contribuendo alla vittoria del campionato di Serie B. La stagione successiva debutta in Serie A con i ducali il 17 agosto 2024 in occasione del match poi finito 1-1 contro la Fiorentina. 

## Statistiche

### Presenze e reti nei club
Statistiche aggiornate al 15 dicembre 2024.
| Stagione                | Squadra                 | Campionato              | Campionato | Campionato | Coppe nazionali | Coppe nazionali | Coppe nazionali | Coppe continentali | Coppe continentali | Coppe continentali | Altre coppe | Altre coppe | Altre coppe | Totale | Totale | Totale |
| Stagione                | Squadra                 | Comp                    | Pres       | Reti       | Comp            | Pres            | Reti            | Comp               | Pres               | Reti               | Comp        | Pres        | Reti        | Pres   | Reti   |        |
| ----------------------- | ----------------------- | ----------------------- | ---------- | ---------- | --------------- | --------------- | --------------- | ------------------ | ------------------ | ------------------ | ----------- | ----------- | ----------- | ------ | ------ | ------ |
| 2017-2018               | Sarmiento (J)           | PN                      | 17+5       | 0+1        | CA              | 0               | 0               | -                  | -                  | -                  | -           | -           | -           | 22     | 1      |        |
| 2018-2019               | Estudiantes (LP)        | PD                      | 14         | 1          | CA+CdL          | 4+4             | 1+0             | -                  | -                  | -                  | -           | -           | -           | 22     | 2      |        |
| 2019-2020               | Estudiantes (LP)        | PD                      | 17         | 1          | CA              | 1               | 0               | -                  | -                  | -                  | -           | -           | -           | 18     | 1      |        |
| 2020-2021               | Spezia                  | A                       | 27         | 0          | CI              | 2               | 0               | -                  | -                  | -                  | -           | -           | -           | 29     | 0      |        |
| lug.-ago. 2021          | Estudiantes (LP)        | PD                      | 6          | 0          | CdL             | -               | -               | -                  | -                  | -                  | -           | -           | -           | 6      | 0      |        |
| Totale Estudiantes (LP) | Totale Estudiantes (LP) | Totale Estudiantes (LP) | 37         | 2          |                 | 9               | 1               |                    | -                  | -                  |             | -           | -           | 46     | 3      |        |
| 2021-2022               | Crotone                 | B                       | 27         | 0          | CI              | 0               | 0               | -                  | -                  | -                  | -           | -           | -           | 27     | 0      |        |
| 2022-2023               | Parma                   | B                       | 36+2       | 1          | CI              | 3               | 0               | -                  | -                  | -                  | -           | -           | -           | 41     | 1      |        |
| 2023-2024               | Parma                   | B                       | 32         | 3          | CI              | 2               | 0               | -                  | -                  | -                  | -           | -           | -           | 34     | 3      |        |
| 2024-2025               | Parma                   | A                       | 7          | 0          | CI              | 1               | 0               | -                  | -                  | -                  | -           | -           | -           | 8      | 0      |        |
| Totale Parma            | Totale Parma            | Totale Parma            | 77         | 4          |                 | 6               | 0               |                    | -                  | -                  |             | -           | -           | 83     | 4      |        |
| Totale carriera         | Totale carriera         | Totale carriera         | 190        | 7          |                 | 17              | 1               |                    | -                  | -                  |             | -           | -           | 207    | 8      |        |

## Palmarès
- Campionato italiano di Serie B: 1

Parma: 2023-2024